# Puchar IBU Juniorów w biathlonie 2019/2020
Puchar IBU juniorów w biathlonie 2019/2020 – piąta edycja tego cyklu zawodów. Pierwsze starty odbyły się 12 grudnia w słoweńskiej Pokljuce, natomiast ostatnie zawody rozegrano trzy miesiące później w austriackim Hochfilzen, gdzie odbyły się mistrzostwa Europy juniorów, również wliczane do klasyfikacji generalnej.

## Wyniki

### Mężczyźni
| 1. Pokljuka, 9–15 grudnia 2019 | 1. Pokljuka, 9–15 grudnia 2019 | 1. Pokljuka, 9–15 grudnia 2019 | 1. Pokljuka, 9–15 grudnia 2019 | 1. Pokljuka, 9–15 grudnia 2019 |
| Data                           | Konkurencja                    | miejsce                        | miejsce                        | miejsce                        |
| ------------------------------ | ------------------------------ | ------------------------------ | ------------------------------ | ------------------------------ |
| 12 grudnia                     | Bieg indywidualny na 15 km     | Niklas Hartweg                 | Daniił Sierochwostow           | Max Barchewitz                 |
| 14 grudnia                     | Sprint na 10 km                | Didier Bionaz                  | Julian Hollandt                | Niklas Hartweg                 |

| 2. Martell, 16–21 grudnia 2019 | 2. Martell, 16–21 grudnia 2019 | 2. Martell, 16–21 grudnia 2019 | 2. Martell, 16–21 grudnia 2019 | 2. Martell, 16–21 grudnia 2019 |
| Data                           | Konkurencja                    | miejsce                        | miejsce                        | miejsce                        |
| ------------------------------ | ------------------------------ | ------------------------------ | ------------------------------ | ------------------------------ |
| 20 grudnia                     | Sprint na 10 km                | Niklas Hartweg                 | Guillaume Desmus               | Tommaso Giacomel               |
| 21 grudnia                     | Bieg pościgowy na 12,5 km      | Tommaso Giacomel               | Niklas Hartweg                 | Patrick Braunhofer             |

| Mistrzostwa świata juniorów, Lenzerheide, 23 stycznia–2 lutego 2020 | Mistrzostwa świata juniorów, Lenzerheide, 23 stycznia–2 lutego 2020 | Mistrzostwa świata juniorów, Lenzerheide, 23 stycznia–2 lutego 2020                   | Mistrzostwa świata juniorów, Lenzerheide, 23 stycznia–2 lutego 2020        | Mistrzostwa świata juniorów, Lenzerheide, 23 stycznia–2 lutego 2020                       |
| Data                                                                | Konkurencja                                                         | miejsce                                                                               | miejsce                                                                    | miejsce                                                                                   |
| ------------------------------------------------------------------- | ------------------------------------------------------------------- | ------------------------------------------------------------------------------------- | -------------------------------------------------------------------------- | ----------------------------------------------------------------------------------------- |
| 27 stycznia                                                         | Bieg indywidualny na 15 km                                          | Max Barchewitz                                                                        | Vebjørn Sørum                                                              | Sebastian Stalder                                                                         |
| 29 stycznia                                                         | Sztafeta 4 × 7,5 km                                                 | Rosja Kiriłł Bażyn · Daniił Sierochwostow · Wadim Istamgułow · Said Karimułła Chalili | Niemcy Max Barchewitz · Tim Grotian · Julian Hollandt · Danilo Riethmüller | Francja Thomas Briffaz · Guillaume Desmus · Martin Bourgeois République · Sébastien Mahon |
| 1 lutego                                                            | Sprint na 10 km                                                     | Vebjørn Sørum                                                                         | Jakub Štvrtecký                                                            | Dzmitryj Łazouski                                                                         |
| 2 lutego                                                            | Bieg pościgowy na 12,5 km                                           | Danilo Riethmüller                                                                    | Said Karimułła Chalili                                                     | Alex Cisar                                                                                |

| 4. Arber, 2–8 marca 2020 | 4. Arber, 2–8 marca 2020 | 4. Arber, 2–8 marca 2020 | 4. Arber, 2–8 marca 2020 | 4. Arber, 2–8 marca 2020 |
| Data                     | Konkurencja              | miejsce                  | miejsce                  | miejsce                  |
| ------------------------ | ------------------------ | ------------------------ | ------------------------ | ------------------------ |
| 6 marca                  | Supersprint              | Alex Cisar               | Niklas Hartweg           | Dominic Unterweger       |
| 7 marca                  | Sprint na 10 km          | Niklas Hartweg           | Václav Červenka          | Magnus Oberhauser        |

| Mistrzostwa Europy juniorów, Hochfilzen, 9–15 marca 2020 | Mistrzostwa Europy juniorów, Hochfilzen, 9–15 marca 2020 | Mistrzostwa Europy juniorów, Hochfilzen, 9–15 marca 2020 | Mistrzostwa Europy juniorów, Hochfilzen, 9–15 marca 2020 | Mistrzostwa Europy juniorów, Hochfilzen, 9–15 marca 2020 |
| Data                                                     | Konkurencja                                              | miejsce                                                  | miejsce                                                  | miejsce                                                  |
| -------------------------------------------------------- | -------------------------------------------------------- | -------------------------------------------------------- | -------------------------------------------------------- | -------------------------------------------------------- |
| 11 marca                                                 | Bieg indywidualny na 15 km                               | Vítězslav Hornig                                         | Alex Cisar                                               | Patrick Braunhofer                                       |
| 12 marca                                                 | Sprint na 10 km                                          | Alex Cisar                                               | Vítězslav Hornig                                         | Niklas Hartweg                                           |
| 15 marca                                                 | Bieg pościgowy na 10 km                                  | Zawody odwołane                                          | Zawody odwołane                                          | Zawody odwołane                                          |

### Kobiety
| 1. Pokljuka, 9–15 grudnia 2019 | 1. Pokljuka, 9–15 grudnia 2019 | 1. Pokljuka, 9–15 grudnia 2019 | 1. Pokljuka, 9–15 grudnia 2019 | 1. Pokljuka, 9–15 grudnia 2019 |
| Data                           | Konkurencja                    | miejsce                        | miejsce                        | miejsce                        |
| ------------------------------ | ------------------------------ | ------------------------------ | ------------------------------ | ------------------------------ |
| 12 grudnia                     | Bieg indywidualny na 12,5 km   | Lisa Maria Spark               | Amy Baserga                    | Beatrice Trabucchi             |
| 14 grudnia                     | Sprint na 7,5 km               | Amy Baserga                    | Paula Botet                    | Franziska Pfnür                |

| 2. Martell, 16–21 grudnia 2019 | 2. Martell, 16–21 grudnia 2019 | 2. Martell, 16–21 grudnia 2019 | 2. Martell, 16–21 grudnia 2019 | 2. Martell, 16–21 grudnia 2019 |
| Data                           | Konkurencja                    | miejsce                        | miejsce                        | miejsce                        |
| ------------------------------ | ------------------------------ | ------------------------------ | ------------------------------ | ------------------------------ |
| 20 grudnia                     | Sprint na 7,5 km               | Daria Gembicka                 | Amy Baserga                    | Lea Meier                      |
| 21 grudnia                     | Bieg pościgowy na 10 km        | Amy Baserga                    | Daria Gembicka                 | Paula Botet                    |

| Mistrzostwa świata juniorów, Lenzerheide, 23 stycznia–2 lutego 2020 | Mistrzostwa świata juniorów, Lenzerheide, 23 stycznia–2 lutego 2020 | Mistrzostwa świata juniorów, Lenzerheide, 23 stycznia–2 lutego 2020   | Mistrzostwa świata juniorów, Lenzerheide, 23 stycznia–2 lutego 2020                         | Mistrzostwa świata juniorów, Lenzerheide, 23 stycznia–2 lutego 2020               |
| Data                                                                | Konkurencja                                                         | miejsce                                                               | miejsce                                                                                     | miejsce                                                                           |
| ------------------------------------------------------------------- | ------------------------------------------------------------------- | --------------------------------------------------------------------- | ------------------------------------------------------------------------------------------- | --------------------------------------------------------------------------------- |
| 27 stycznia                                                         | Bieg indywidualny na 12,5 km                                        | Anastasija Chalullina                                                 | Milena Todorowa                                                                             | Amy Baserga                                                                       |
| 29 stycznia                                                         | Sztafeta 4 × 6 km                                                   | Francja Camille Bened · Laura Boucaud · Lou Anne Chevat · Paula Botet | Rosja Anastasija Chalullina · Anastasija Goriejewa · Alina Kudisowa · Anastasija Szewczenko | Norwegia Åsne Skrede · Mari Wetterhus · Marthe Kråkstad Johansen · Juni Arnekleiv |
| 1 lutego                                                            | Sprint na 7,5 km                                                    | Anastasija Szewczenko                                                 | Åsne Skrede                                                                                 | Milena Todorowa                                                                   |
| 2 lutego                                                            | Bieg pościgowy na 10 km                                             | Anastasija Szewczenko                                                 | Åsne Skrede                                                                                 | Milena Todorowa                                                                   |

| 4. Arber, 2–8 marca 2020 | 4. Arber, 2–8 marca 2020 | 4. Arber, 2–8 marca 2020 | 4. Arber, 2–8 marca 2020 | 4. Arber, 2–8 marca 2020 |
| Data                     | Konkurencja              | miejsce                  | miejsce                  | miejsce                  |
| ------------------------ | ------------------------ | ------------------------ | ------------------------ | ------------------------ |
| 6 marca                  | Supersprint              | Amy Baserga              | Juliane Frühwirt         | Sabrina Braun            |
| 7 marca                  | Sprint na 7,5 km         | Lisa Maria Spark         | Rebecca Passler          | Kristina Oberthaler      |

| Mistrzostwa Europy juniorów, Hochfilzen, 9–15 marca 2020 | Mistrzostwa Europy juniorów, Hochfilzen, 9–15 marca 2020 | Mistrzostwa Europy juniorów, Hochfilzen, 9–15 marca 2020 | Mistrzostwa Europy juniorów, Hochfilzen, 9–15 marca 2020 | Mistrzostwa Europy juniorów, Hochfilzen, 9–15 marca 2020 |
| Data                                                     | Konkurencja                                              | miejsce                                                  | miejsce                                                  | miejsce                                                  |
| -------------------------------------------------------- | -------------------------------------------------------- | -------------------------------------------------------- | -------------------------------------------------------- | -------------------------------------------------------- |
| 11 marca                                                 | Bieg indywidualny na 12,5 km                             | Anna Gandler                                             | Amina Iwanowa                                            | Joanna Jakieła                                           |
| 12 marca                                                 | Sprint na 7,5 km                                         | Kateryna Bech                                            | Laura Boucaud                                            | Anastasija Szewczenko                                    |
| 15 marca                                                 | Bieg pościgowy na 10 km                                  | Zawody odwołane                                          | Zawody odwołane                                          | Zawody odwołane                                          |

### Sztafety mieszane
| 1. Pokljuka, 9–15 grudnia 2019 | 1. Pokljuka, 9–15 grudnia 2019                   | 1. Pokljuka, 9–15 grudnia 2019                                     | 1. Pokljuka, 9–15 grudnia 2019                                         | 1. Pokljuka, 9–15 grudnia 2019                                                           |
| Data                           | Konkurencja                                      | miejsce                                                            | miejsce                                                                | miejsce                                                                                  |
| ------------------------------ | ------------------------------------------------ | ------------------------------------------------------------------ | ---------------------------------------------------------------------- | ---------------------------------------------------------------------------------------- |
| 15 grudnia                     | Pojedyncza sztafeta mieszana (4 × 3 km + 1,5 km) | Francja Paula Botet · Sébastien Mahon                              | Słowenia Nika Vindišar · Alex Cisar                                    | Włochy Rebecca Passler · Michele Molinari                                                |
| 15 grudnia                     | Sztafeta mieszana (4 × 6 km)                     | Szwajcaria Lea Meier · Amy Baserga · Laurin Fravi · Niklas Hartweg | Niemcy Lisa Maria Spark · Sabrina Braun · Max Barchewitz · Tim Grotian | Rosja Anastasija Chalullina · Ksienija Dowgaja · Daniił Sierochwostow · Wadim Istamgułow |

| 2. Martell, 16–21 grudnia 2019 | 2. Martell, 16–21 grudnia 2019                   | 2. Martell, 16–21 grudnia 2019                                           | 2. Martell, 16–21 grudnia 2019                                                | 2. Martell, 16–21 grudnia 2019                                     |
| Data                           | Konkurencja                                      | miejsce                                                                  | miejsce                                                                       | miejsce                                                            |
| ------------------------------ | ------------------------------------------------ | ------------------------------------------------------------------------ | ----------------------------------------------------------------------------- | ------------------------------------------------------------------ |
| 15 grudnia                     | Pojedyncza sztafeta mieszana (4 × 3 km + 1,5 km) | Szwajcaria Niklas Hartweg · Lea Meier                                    | Włochy Michele Molinari · Rebecca Passler                                     | Niemcy Julian Hollandt · Selina Marie Kastl                        |
| 15 grudnia                     | Sztafeta mieszana (4 × 7,5 km)                   | Francja Sébastien Mahon · Guillaume Desmus · Laura Boucaud · Paula Botet | Włochy Didier Bionaz · Tommaso Giacomel · Samuela Comola · Beatrice Trabucchi | Niemcy Max Barchewitz · Tim Grotian · Sabrina Braun · Luise Müller |

| Mistrzostwa Europy juniorów, Hochfilzen, 9–15 marca 2020 | Mistrzostwa Europy juniorów, Hochfilzen, 9–15 marca 2020                        | Mistrzostwa Europy juniorów, Hochfilzen, 9–15 marca 2020 | Mistrzostwa Europy juniorów, Hochfilzen, 9–15 marca 2020 | Mistrzostwa Europy juniorów, Hochfilzen, 9–15 marca 2020 |
| Data                                                     | Konkurencja                                                                     | miejsce                                                  | miejsce                                                  | miejsce                                                  |
| -------------------------------------------------------- | ------------------------------------------------------------------------------- | -------------------------------------------------------- | -------------------------------------------------------- | -------------------------------------------------------- |
| 14 marca                                                 | Pojedyncza sztafeta mieszana (4 × 3 km + 1,5 km) Sztafeta mieszana (4 × 7,5 km) | Zawody odwołane                                          | Zawody odwołane                                          | Zawody odwołane                                          |

## Klasyfikacje

### Mężczyźni
| Miejsce | Zawodnik             | Punkty |
| ------- | -------------------- | ------ |
| 1.      | Niklas Hartweg       | 452    |
| 2.      | Alex Cisar           | 372    |
| 3.      | Max Barchewitz       | 266    |
| 4.      | Tim Grotian          | 263    |
| 5.      | Daniił Sierochwostow | 259    |
| 6.      | Sébastien Mahon      | 238    |
| 7.      | Didier Bionaz        | 234    |
| 8.      | Patrick Braunhofer   | 228    |
| 9.      | Tommaso Giacomel     | 227    |
| 10.     | Thomas Briffaz       | 226    |

| Miejsce | Zawodnik           | Punkty |
| ------- | ------------------ | ------ |
| 11.     | Tomáš Mikyska      | 217    |
| 12.     | Guillaume Desmus   | 214    |
| 13.     | Kristo Siimer      | 213    |
| 14.     | Vítězslav Hornig   | 192    |
| 15.     | Dzmitryj Łazouski  | 191    |
| 16.     | Danilo Riethmüller | 189    |
| 17.     | Jonáš Mareček      | 186    |
| 18.     | Ilja Ausiejenka    | 178    |
| 19.     | Julian Hollandt    | 174    |
| 20.     | Kiriłł Bażyn       | 165    |

| Miejsce | Zawodnik             | Punkty |
| ------- | -------------------- | ------ |
| 1.      | Max Barchewitz       | 133    |
| 2.      | Alex Cisar           | 104    |
| 3.      | Sébastien Mahon      | 103    |
| 4.      | Niklas Hartweg       | 100    |
| 5.      | Sebastian Stalder    | 86     |
| 6.      | Vítězslav Hornig     | 84     |
| 7.      | Daniił Sierochwostow | 80     |
| 8.      | Thomas Briffaz       | 77     |
| 9.      | Magnus Oberhauser    | 69     |
| 10.     | Patrick Braunhofer   | 68     |

| Miejsce | Zawodnik             | Punkty |
| ------- | -------------------- | ------ |
| 1.      | Niklas Hartweg       | 248    |
| 2.      | Guillaume Desmus     | 160    |
| 3.      | Tim Grotian          | 154    |
| 4.      | Alex Cisar           | 151    |
| 5.      | Daniił Sierochwostow | 135    |
| 6.      | Tommaso Giacomel     | 120    |
| 7.      | Didier Bionaz        | 112    |
| 8.      | Thomas Briffaz       | 112    |
| 9.      | Dzmitryj Łazouski    | 103    |
| 10.     | Tomáš Mikyska        | 97     |

| Miejsce | Zawodnik               | Punkty |
| ------- | ---------------------- | ------ |
| 1.      | Niklas Hartweg         | 90     |
| 2.      | Tommaso Giacomel       | 89     |
| 3.      | Alex Cisar             | 82     |
| 4.      | Sébastien Mahon        | 64     |
| 5.      | Danilo Riethmüller     | 60     |
| 6.      | Didier Bionaz          | 59     |
| 7.      | Patrick Braunhofer     | 55     |
| 8.      | Said Karimułła Chalili | 54     |
| 9.      | Thomas Briffaz         | 51     |
| 10.     | Tim Grotian            | 50     |

| Miejsce | Kraj       | Punkty |
| ------- | ---------- | ------ |
| 1.      | Francja    | 3748   |
| 2.      | Niemcy     | 3622   |
| 3.      | Czechy     | 3609   |
| 4.      | Rosja      | 3487   |
| 5.      | Szwajcaria | 3384   |
| 6.      | Słowenia   | 3374   |
| 7.      | Włochy     | 3304   |
| 8.      | Polska     | 2953   |
| 9.      | Austria    | 2945   |
| 10.     | Ukraina    | 2880   |

### Kobiety
| Miejsce | Zawodniczka           | Punkty |
| ------- | --------------------- | ------ |
| 1.      | Amy Baserga           | 438    |
| 2.      | Lisa Maria Spark      | 347    |
| 3.      | Paula Botet           | 306    |
| 4.      | Anastasija Chalullina | 254    |
| 5.      | Sabrina Braun         | 244    |
| 6.      | Samuela Comola        | 244    |
| 7.      | Rebecca Passler       | 232    |
| 8.      | Tereza Vinklárková    | 232    |
| 9.      | Franziska Pfnür       | 222    |
| 10.     | Juliane Frühwirt      | 218    |

| Miejsce | Zawodniczka           | Punkty |
| ------- | --------------------- | ------ |
| 11.     | Anastasija Szewczenko | 215    |
| 12.     | Laura Boucaud         | 213    |
| 13.     | Beatrice Trabucchi    | 211    |
| 14.     | Anastasija Rasskazowa | 208    |
| 15.     | Anna Gandler          | 201    |
| 16.     | Milena Todorowa       | 200    |
| 17.     | Joanna Jakieła        | 197    |
| 18.     | Tereza Voborníková    | 186    |
| 19.     | Kateryna Bech         | 164    |
| 20.     | Kristina Oberthaler   | 151    |

| Miejsce | Zawodniczka           | Punkty |
| ------- | --------------------- | ------ |
| 1.      | Amy Baserga           | 123    |
| 2.      | Anastasija Chalullina | 114    |
| 3.      | Tereza Vinklárková    | 108    |
| 4.      | Lisa Maria Spark      | 88     |
| 5.      | Tereza Voborníková    | 82     |
| 6.      | Beatrice Trabucchi    | 79     |
| 7.      | Milena Todorowa       | 77     |
| 8.      | Juliane Frühwirt      | 74     |
| 9.      | Laura Boucaud         | 69     |
| 10.     | Anastasija Rasskazowa | 64     |

| Miejsce | Zawodniczka           | Punkty |
| ------- | --------------------- | ------ |
| 1.      | Lisa Maria Spark      | 174    |
| 2.      | Amy Baserga           | 159    |
| 3.      | Paula Botet           | 149    |
| 4.      | Rebecca Passler       | 131    |
| 5.      | Samuela Comola        | 130    |
| 6.      | Laura Boucaud         | 125    |
| 7.      | Sabrina Braun         | 125    |
| 8.      | Anastasija Szewczenko | 108    |
| 9.      | Lea Meier             | 103    |
| 10.     | Franziska Pfnür       | 99     |

| Miejsce | Zawodniczka           | Punkty |
| ------- | --------------------- | ------ |
| 1.      | Amy Baserga           | 98     |
| 2.      | Lisa Maria Spark      | 86     |
| 3.      | Paula Botet           | 63     |
| 4.      | Anastasija Szewczenko | 60     |
| 5.      | Anastasija Rasskazowa | 59     |
| 6.      | Daria Gembicka        | 54     |
| 6.      | Åsne Skrede           | 54     |
| 8.      | Milena Todorowa       | 48     |
| 9.      | Tereza Vinklárková    | 48     |
| 9.      | Beatrice Trabucchi    | 48     |

| Miejsce | Kraj     | Punkty |
| ------- | -------- | ------ |
| 1.      | Francja  | 3755   |
| 2.      | Niemcy   | 3708   |
| 3.      | Włochy   | 3623   |
| 4.      | Rosja    | 3451   |
| 5.      | Szwecja  | 3332   |
| 6.      | Czechy   | 3280   |
| 7.      | Polska   | 3277   |
| 8.      | Słowenia | 3209   |
| 9.      | Austria  | 3190   |
| 10.     | Ukraina  | 2907   |

### Drużynowe
| Miejsce | Kraj       | Punkty |
| ------- | ---------- | ------ |
| 1.      | Francja    | 307    |
| 2.      | Niemcy     | 290    |
| 3.      | Szwajcaria | 254    |
| 4.      | Włochy     | 221    |
| 5.      | Słowenia   | 219    |
| 5.      | Polska     | 219    |
| 7.      | Rosja      | 202    |
| 8.      | Austria    | 194    |
| 8.      | Czechy     | 194    |
| 10.     | Słowacja   | 177    |

| Miejsce | Kraj       | Punkty |
| ------- | ---------- | ------ |
| 11.     | Ukraina    | 172    |
| 12.     | Kazachstan | 149    |
| 13.     | Litwa      | 144    |
| 14.     | Estonia    | 140    |
| 15.     | Białoruś   | 133    |
| 16.     | Finlandia  | 113    |
| 17.     | Bułgaria   | 111    |
| 18.     | Łotwa      | 103    |
| 19.     | Rumunia    | 98     |
| 20.     | Norwegia   | 91     |